# Zeromind
Zeromind (приблиз. перевод с англ. «отсутствие разума») — американская рэп-метал группа из Сан-Франциско, Калифорния.

## История
Группа образована в 2000 году. В первый состав вошли: Эрик «Hendu» Хендерсен (вокал), Крис «Grim» Питерсон (вокал), Шэйн Питерсон (бас-гитара), Марк Тамбини (ударные), Дан Тамбини (гитара) и Лео Ларсен (гитара). В 2000 году выходит демоальбом группы под названием The Mindless Garage, записанный и изданный силами участников группы. До 2004 года группа выступает в клубах Калифорнии, в основном с песней «Face Down», попутно записывая новый альбом.
В 2004 году выходит Ground Zero EP, тепло встреченный фанатами, но оставшийся незамеченным для критиков. В мини-альбом вошли три трека с предыдущего альбома и пять новых композиций. Также группа самостоятельно снимает клип на песню «Reaching Further».
В 2005 году группа гастролирует вместе с Insolence и переходит на японский лейбл Powerslave Records, который в том же году переиздаёт Ground Zero EP. 24 мая 2006 года выходит мини-альбом Zeromind EP. Его вполне можно считать демо к дебютному студийному альбому группы под названием What's in Your Mind, который увидел свет 9 ноября того же года. Первым синглом с альбома стала песня «Hollow», вторым синглом стала «Wish It Away». На обе песни сняты музыкальные видеоклипы. Композиция «Feed Yourself Disease» стала третьим синглом. Перед выходом альбома из группы уходит Лео Ларсен, однако вскоре вновь возвращается.
4 апреля 2007 года выходит акустический мини-альбом Disconnected EP, в который вошли четыре хита со студийного альбома, а также три новые песни. После этого группа распадается, большинство участников переходят в метал-проект Defy All Odds. В 2009 году группа вновь собирается вместе и заявляет о планах записать новый альбом. В это время гитарист Лео Ларсен окончательно покидает группу, его место занимает Тони Риканья.

## Состав группы
Текущий состав
- Эрик «Hendu» Хендерсон (Eric Henderson) — вокал
- Крис «Grim» Питерсон (Chris Petersen) — вокал, MC
- Шэйн Питерсон (Shane Peterson) — бас-гитара
- Марк Тамбини (Mark Tambini) — ударные
- Дан Тамбини (Dan Tambini) — гитара
- Тони Риканья (Tony Recania) — гитара

Бывшие участники
- Лео Ларсен (Leo Larsen) — гитара

## Дискография
Студийные альбомы
- 2006: What's in Your Mind

Мини-альбомы
- 2000: The Mindless Garage (демо)
- 2004: Ground Zero EP
- 2006: Zeromind EP
- 2007: Disconnected EP